# Dyckia ferox
Dyckia ferox är en gräsväxtart som beskrevs av Carl Christian Mez. Dyckia ferox ingår i släktet Dyckia och familjen Bromeliaceae. Inga underarter finns listade i Catalogue of Life.
- Wikimedia Commons har media som rör Dyckia ferox.